# Seznam nosilcev spominskega znaka Rajhenav 1991
Seznam nosilcev spominskega znaka Rajhenav 1991.

## Seznam
(datum podelitve - ime)
- 19. junij 1998 - Milan Bavdek - Alojzij Češarek - Darko Čop - Milan Dvizac - Vincenc Farkaš - Branko Kocjan - Jože Košir - Marko Košir - Jože Lavrič - Branko Merhar - Branko Oberstar - Edvard Osterman - Bogoslav Pantar - Stanislav Pogorelec - Franc Potočnik - Janez Prijatelj - Miro Rajšelj - Jože Rus - Janko Senekovič - Aleksander Šega - Ivan Valentič - Zvonko Velikonja - Srečko Vesel